# حرائق الغابات في هاواي 2023
في أوائل أغسطس 2023، اندلعت سلسلة من حرائق الغابات في ولاية هاواي الأمريكية، وتحديداً في جزيرة ماوي، حيث أدت هذه الحرائق إلى عمليات نزوح وإخلاء، وتسببت أيضاً في أضرار واسعة، وقتلت أكثر من 100 شخصًا في بلدة لاهاينا، ويُعزى انتشار حرائق الغابات إلى الظروف الجافة والعاصفة الناتجة عن منطقة ضغط مرتفع قوية شمال هاواي وحدوث إعصار دورا في الجنوب. أعلنت حالة طوارئ في 8 أغسطس، حيث أعيد تنشيط الحرس الوطني في هاواي، واتخذت بعض الإجراءات المناسبة من قبل مدير وكالة إدارة الطوارئ في هاواي ومدير إدارة الطوارئ، وإنفاق أموال الإيرادات العامة للولاية لإغاثة الظروف التي أحدثتها الحرائق. وفي 9 أغسطس، أصدرت حكومة ولاية هاواي حالة الطوارئ لكامل الولاية. وفي 10 أغسطس، أصدر الرئيس الأمريكي جو بايدن إعلانًا فيدراليًا عن كارثة كبرى.

## خلفية

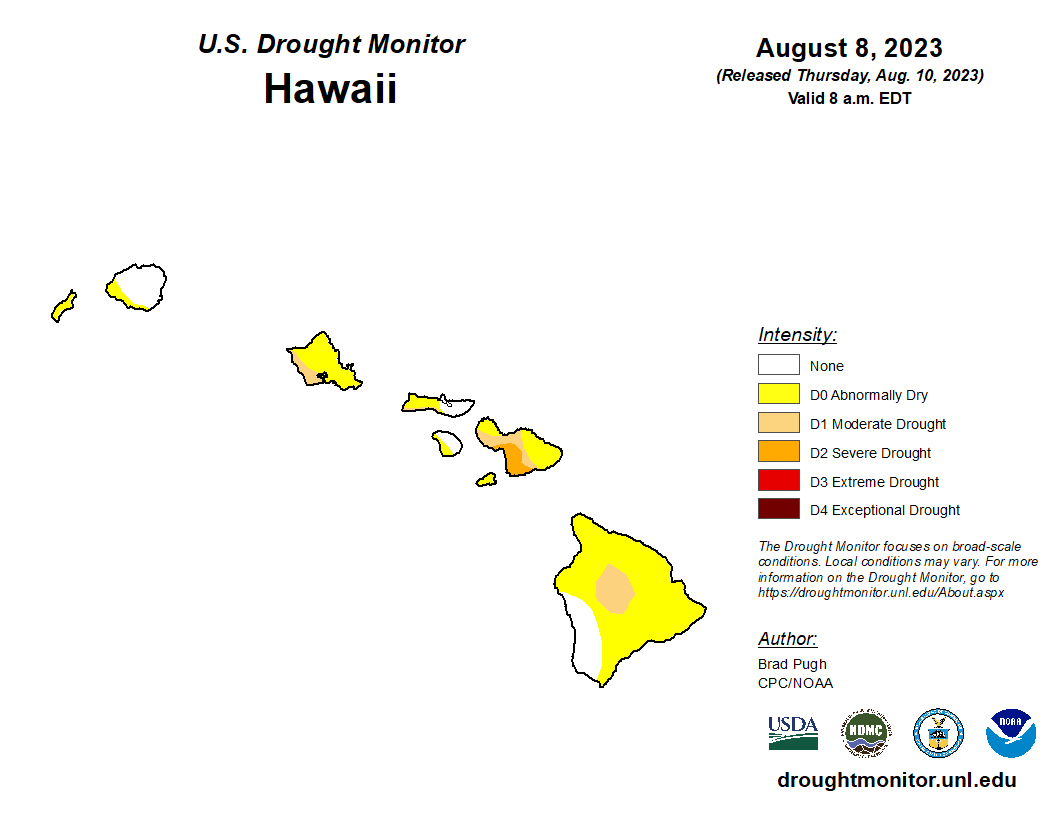
تظهر مراقبة الجفاف الأمريكية ظروف الجفاف في هاواي اعتبارًا من 8 أغسطس 2023

ازدادت المساحة النموذجية التي دمرتها حرائق الغابات في هاواي في العقود الأخيرة، حيث تضاعفت أربع مرات تقريبًا، ويرجح الخبراء على أن سبب هذه الحوادث هو الزيادة في انتشار النباتات غير الأصلية وارتفاع درجات الحرارة والجفاف. وفي وقت اندلاع الحرائق، كان 20% من مقاطعة ماوي تعاني من الجفاف المعتدل (المستوى 1 من 4)، و15% من المقاطعة تحت ظروف جفاف شديدة (المستوى 2 من 4). وسُجلت انخفاض في هطول الأمطار في الفترات الأخيرة، وهذا يتوافق مع الإحصائيات المتوقعة لاحتباس الحراري في جزر هاواي، وفقًا لتقييم مرصد المناخ الوطني الأمريكي. وفي توقعاته الموسمية الشهرية، توقع المركز الوطني المشترك (NIFC) إمكانية "أعلى من المعدل الطبيعي" لحرائق برية كبيرة في هاواي في أغسطس، وركز المركز على جانب اتجاه الريح من الجزر؛ بالإضافة إلى ملاحظة نمو الغطاء النباتي الغزير من الموسم المطير السابق واتساع الجفاف، حيث ذكر المركز أن "الأعاصير المدارية التي يمكن أن تحدث جفافًا أو أعاصير قوية، اعتمادًا على كيفية اقترابها من سلسلة الجزر ويمكن أن تؤدي إلى تفاقم احتمالية نمو الحرائق".(ص.1, 2, 7)
في أوائل أغسطس 2023، أختل نظام الضغط العالي شمال جزر هاواي، مما تسبب في ظروف دافئة ومشمسة هناك؛ وأدى ذلك مع إعصار دورا من الفئة الرابعة على بعد عدة مئات من الأميال/كم جنوباً إلى إحداث فرق ضغط كبير بين منطقة الضغط العالي والإعصار ذو الضغط المنخفض، والذي تسبب في ظهور رياح شديدة الانحدار فوق الجزر. وهو مشابه لظاهرة مماثلة حدثت في عام 2017 في البرتغال الذي تسبب بحدوث إعصار أوفيليا. وان أحد العوامل المساهمة في اندلاع الحرائق هو وجود عشب غازي يسمى الثمام الكبير (عشب غينيا)، الذي يمكن أن ينمو حتى 15 سـم (0.5 قدم) يوميًا ويصل إلى ارتفاع 3 م (10 قدم)، وهذه الأعشاب تكمن خطورتها عندما تجف، فإنها تخلق كتلة كبيرة من النباتات الجافة، مما يزيد من شدة حرائق الغابات.
أصدر مكتب خدمة الأرصاد الجوية الوطنية في هونولولو تحذيرًا علميًا أحمر في 7 أغسطس للأجزاء الواقعة في اتجاه الريح من جميع الجزر، وقال أن "أنواع الأعشاب الجافة مع وجود هبوب الرياح الشرقية القوية ورياح منخفضة الرطوبة ستؤدي إلى نشوب حرائق جوية حرجة حتى يوم الثلاثاء ليلاً"، ويذكر ان الرياح الشرقية كانت من المتوقع سرعتها 30–45 ميل في الساعة (48–72 كم/س) مع هبات تزيد عن 60 ميل في الساعة (97 كم/س). وفي مقاطعة ماوي، أبلغ المسؤولون عن هبوب رياح تصل إلى 80 ميل في الساعة (130 كم/س) في منطقة أبكونتري ماوي.

## الحرائق

### ماوي

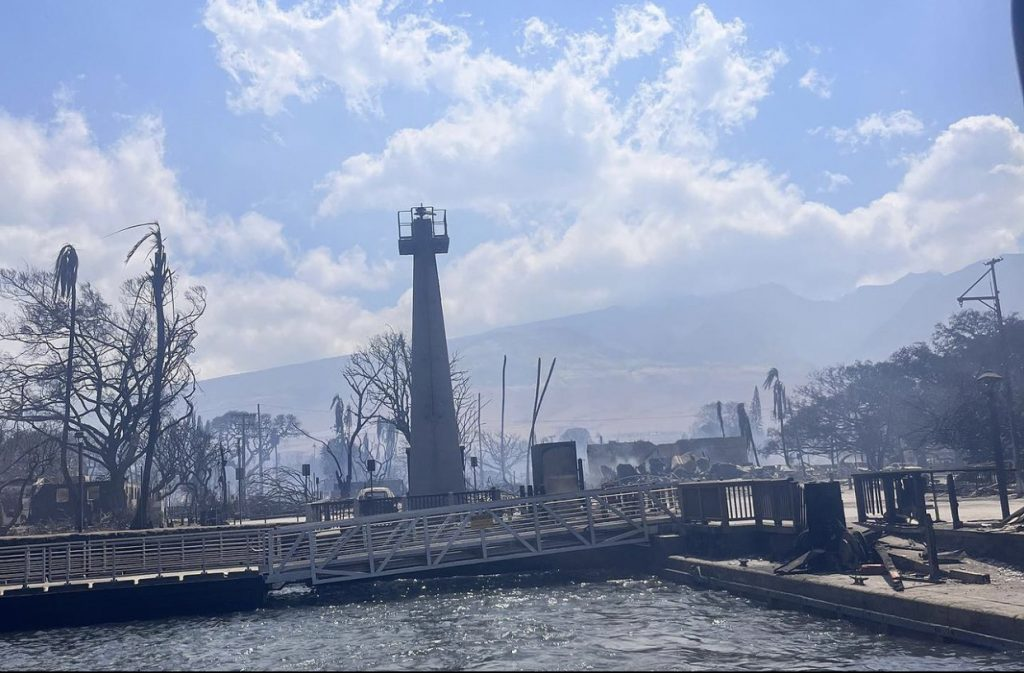
منارة لاهاينا محاطة بأطلال حرائق الغابات في أغسطس 2023

من 8 إلى 10 أغسطس، تسببت حرائق الغابات في ماوي بدمار واسع النطاق في بلدة لاهاينا غرب ماوي. وان السبب الدقيق لحرائق الغابات غير معروف حاليًا. واعتبارًا من 11 أغسطس، على الرغم من أن الحكومات المحلية لم تجري البحث بعد داخل المباني لانهم ينتظرون مساعدة الوكالة الفيدرالية لإدارة الطوارئ، حيث أبلغ عن وفاة 55 شخصًا خارج المباني في لاهاينا. وتأثر أكثر من 2,200 مبنى، بما في ذلك العديد من المعالم التاريخية. وأبلغ عن حريق منفصل بعد منتصف ليل 8 أغسطس بالقرب من بلدة كولا، وفي 9 أغسطس، اشتعلت النيران بحوالي 1,000 أكر (400 ها) التي أجبرت السلطات على إخلاء السكان القريبين منها. كما أدى حريق ثالث كبير في كيهي إلى إجلاء السكان القريبين.

### جزيرة هاواي
في مقاطعة هاواي، أخليت الأحياء في منطقتي شمال وجنوب كوهالا في جزيرة هاواي بسبب انتشار الحرائق بسرعة. وفي 9 أغسطس، اندلعت حرائق غابات أخرى بالقرب من مجتمعات ناليهو وباهالا، والتي تمت السيطرة عليها بسرعة.

### أواهو
اشتعلت عدد من حرائق الغابات في أواهو في الأسبوع الأول من أغسطس، مما أدى إلى استنفاد موارد إدارة الإطفاء، وتم احتواؤها بحلول 4 أغسطس، ولا يزال الجانبان الجنوبي والغربي للجزيرة في حالة جفاف غير طبيعية.

## التأثيرات
وصف حاكم ولاية هاواي، جوش غرين، حرائق الغابات بأنها "أسوأ كارثة طبيعية" في تاريخ هاواي. (قبل إقامة الدولة، تسبب تسونامي من زلزال جزر ألوشيان عام 1946 في مقتل 159 شخصًا في جزر هاواي، والتي تعتبر على نطاق واسع أسوأ كارثة طبيعية في هاواي. بالإضافة إلى ذلك، تسبب تسونامي من زلزال فالديفيا عام 1960 في مقتل 61 شخصًا في هيلو. وكان هذا أكثر حرائق الغابات فتكًا في الولايات المتحدة منذ حريق المعسكر عام 2018 في كاليفورنيا، والذي أودى بحياة 85 شخصًا).

### اصابات
اعتبارًا من 19 أغسطس 2023، تسببت الحرائق بمقتل 110 شخصاً، وفقد أكثر من 1500 شخصاً، وكان عمدة مقاطعة ماوي قد أشار في وقت سابق إلى أن السلطات "لا تزال في وضع البحث والإنقاذ" وأن الرقم يمكن أن يتغير. واعتبارًا من 9 أغسطس 2023، نقل ما لا يقل عن 20 فردًا إلى المستشفى في مستشفى ماوي. ونقل ستة أفراد، ثلاثة منهم مصابين بحروق خطيرة، بواسطة الإسعاف الجوي من ماوي إلى المستشفيات في جزيرة أواهو.

### الأضرار

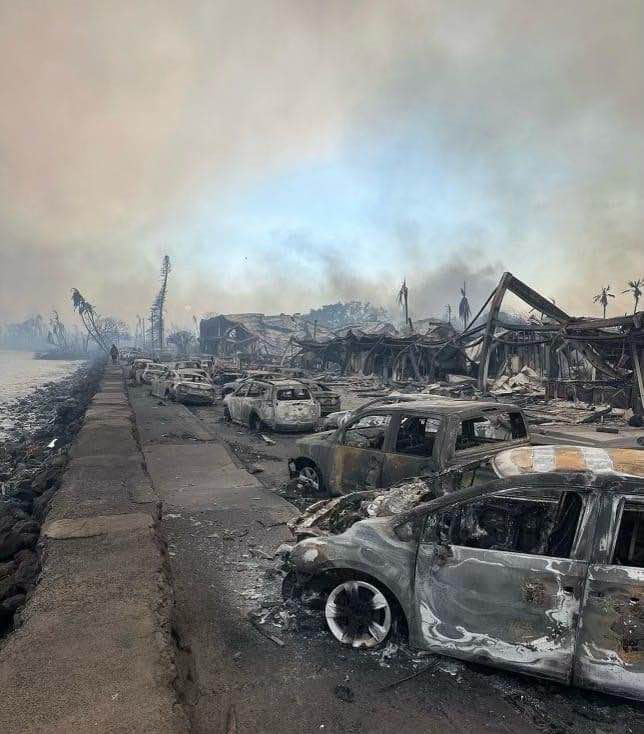
سيارات محترقة، الشارع الأمامي، بلدة اللاهاينا

أحرق حريق غابات ماوي الرئيسي الكثير من مجتمع لاهاينا، حيث تضرر أو دمر أكثر من 2,200 مبنى، بما في ذلك جزء كبير من وسط مدينة لاهاينا التاريخية المتمركز في شارع فرونت. والتي صُنفت كمعلم تاريخي وطني في عام 1962 وكانت عاصمة مملكة هاواي لمدة 35 عامًا، قد تعرضت لأضرار كبيرة. من بين المباني التي دمرت كانت كنيسة وايولا وبيونير إن. وتفحمت شجرة بانيان الشهيرة، وهي أكبر شجرة بانيان في الولايات المتحدة، رغم أنها بقيت واقفة بعد الحريق.
ذكرت تمارا بالتين، التي تمثل لاهاينا في مجلس مقاطعة ماوي، أن العديد من المعالم التاريخية دمرت أو تضررت بشدة في منطقة لاهاينا التاريخية في مقابلة قصيرة على هونولولو ستار. كما دمر الحريق العديد من الأبراج الخلوية في المناطق المتضررة، مما تسبب في انقطاع الخدمة وتعطيل خدمات هاتف الطوارئ 9-1-1 . ودمر الحريق الذي اندلع بالقرب من بلدة كولا منزلين على الأقل.

### الإجلاء
أكد خفر سواحل الولايات المتحدة أن نحو عشرة أشخاص قفزوا في البحر هربًا من الحريق؛ وفي 8 أغسطس، أنقذ خفر السواحل 14 شخصًا كانوا في البحر. وحتى 9 أغسطس / آب، بقي أكثر من 2100 شخص في ماوي مختبئين في الملاجئ. وكانت لندن بريد، عمدة سان فرانسيسكو، من بين الذين تم إجلاؤهم من ماوي. سافر ما يقدر بنحو 11000 شخص من جزيرة ماوي عبر مطار كاهولوي في 9 أغسطس 2023. ووضع مسؤولو ولاية هاواي خططًا لإيواء الآلاف من سكان ماوي النازحين في مركز مؤتمرات هاواي في أواهو.

## الاستجابة

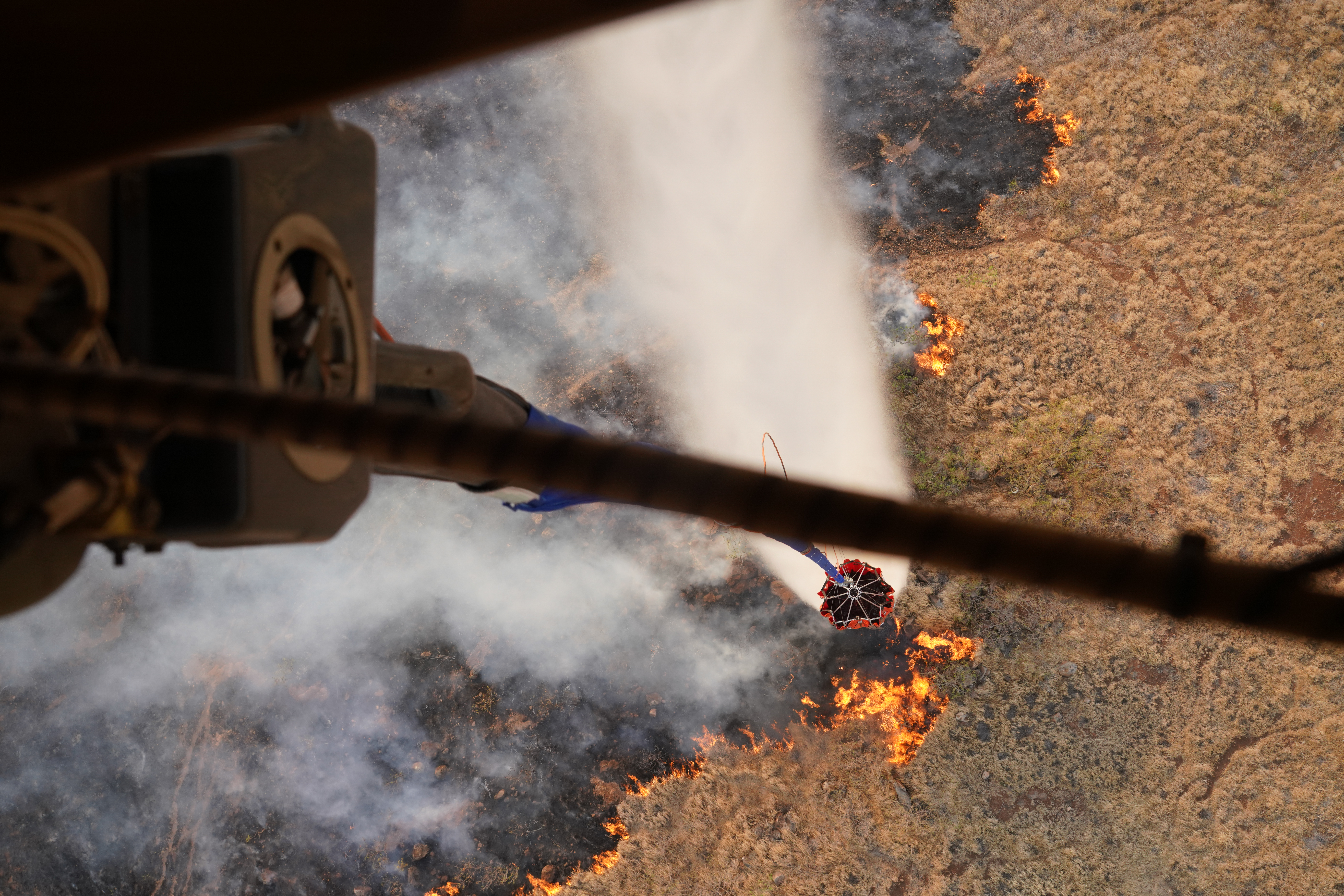
طائرة هليكوبتر من طراز CH-47 تابعة لجيش هاواي تقوم بإسقاط دلو الماء الجوي على حريق غابات في ماوي في 9 أغسطس

أصدرت سيلفيا لوك، التي تشغل منصب الحاكم بالنيابة في غياب الحاكم جوش غرين أثناء سفره خارج هاواي، إعلانًا طارئًا، حول تفعيل الحرس الوطني في هاواي. ونشر الحرس الوطني في هاواي، مع فرقة المشاة 25 من ثكنات سكوفيلد في أواهو، في ماوي وجزيرة هاواي للمساعدة في دعم إخماد الحرائق وعمليات البحث والإنقاذ ومراقبة حركة المرور. كما تم نشر طائرتي سيكورسكي يو إتش-60 بلاك هوك وطائرة هليكوبتر من طراز بوينغ سي إتش-47 شينوك لدعم جهود إخماد الحرائق.
أمر الرئيس الأمريكي جو بايدن باستنفار "جميع الأصول الفيدرالية المتاحة" للمساعدة في الاستجابة لحرائق الغابات. وفي بيان، أشار بايدن إلى أن الأسطول البحري الثالث للولايات المتحدة وخفر السواحل الأمريكي يدعمون "جهود الاستجابة والإنقاذ". وكانت قوات مشاة البحرية الأمريكية تقدم مروحيات بلاك هوك للمساعدة في مكافحة الحرائق في مقاطعة هاواي، وكانت وزارة النقل الأمريكية تعمل مع شركات الطيران التجارية للمساعدة في إجلاء السياح من ماوي. وللمساعدة في عملية البحث والإنقاذ المستمرة لخفر السواحل، أرسلت البحرية الأمريكية سرب طائرات الهليكوبتر البحرية (HSM-37) وطائرتي هليكوبتر إس إتش-60 سي هوك، مع استعداد قيادة الولايات المتحدة لمنطقة المحيط الهندي والمحيط الهادئ لتقديم المزيد المساعدة حسب الحاجة. ووافق الرئيس بايدن على طلب ولاية هاواي لإعلان كارثة كبرى في 10 أغسطس، مما يجعل التمويل الفيدرالي متاحًا للتعويض في المناطق المتضررة. عرضت خطوط هاواي الجوية على أولئك الذين كانوا يسافرون إلى جزيرة ماوي أو في جزيرة ماوي خيار إعادة الجدولة أو تلقي ائتمانات السفر أو إلغاء رحلتهم دون أي تكلفة أثناء المساعدة في عمليات الإجلاء.

## ملحوظات
1. ↑  According to Clay Trauernicht, who is a fire scientist at the جامعة هاواي، ثمام كبير, which is an invasive species found across parts of Maui, grows as quickly as 6 in (15 cm) a day and reach up to 10 ft (3 meters) tall. When it dries, the grass can fuel wildfire. "These grasslands accumulate fuels very rapidly", Trauernicht said. "In hotter conditions and drier conditions, with variable rainfall, it's only going to exacerbate the problem."[9]